# Woodall-Schlankbeutelratte
Die Woodall-Schlankbeutelratte (Marmosops woodalli) ist eine Beutelrattenart, die in Brasilien südlich des Amazonas und östlich des Rio Xingu und auf der Insel Marajó in der Amazonasmündung vorkommt. Nach Osten reicht ihr Verbreitungsgebiet bis in den Bundesstaat Maranhão, nach Süden bis nach Tocantins.

## Merkmale
Die Woodall-Schlankbeutelratte erreicht eine Kopf-Rumpf-Länge von 7 bis 12 cm; dazu kommt ein 9 bis 16 cm langer Schwanz. Exemplare östlich des Rio Tocantins sind in der Regel etwas größer als die westlich des Flusses lebenden Tiere. Das Rückenfell ist in der Regel dunkelbraun gefärbt, glatt und 6 bis 9 mm lang. Exemplare aus Savannen haben in der Regel eine hellere Färbung als die in Wäldern vorkommenden. An den Seiten wird das Fell etwas heller. Das Bauchfell ist weiß. Diese Färbung erstreckt sich in der Regel nicht bis auf die Innenseiten der Gliedmaßen. Die Schnauze ist heller als die Kopfoberseite und graubraun gefärbt mit einigen eingestreuten grauen Haaren. Die Wangen und die Vorderpfoten sind weißlich. Der Schwanz ist auf der Oberseite dunkelbraun oder graubraun und an der Unterseite hell gefärbt. Die Schwanzschuppen sind spiralig angeordnet und am Ende jeder Schuppe befinden sich drei Haare, von denen der Mittige dicker und mehr pigmentiert ist. Die Anzahl der Zitzen beträgt neun, vier befinden sich an den Seiten und eine ist in der Mitte.
Von der nah verwandten Zierlichen Schlankbeutelratte (Marmosops parvidens) kann die Woodall-Schlankbeutelratte durch ihr dunkelbraunes Rückenfell und das weiße Bauchfell unterschieden werden (rotbraun bzw. cremefarben bei M. parvidens).

## Lebensraum
Die Woodall-Schlankbeutelratte kommt in tropischen Regenwäldern, Trockenwäldern, Sekundärwäldern und Cerrado-Savannen vor und ist in ihrem Lebensraum die einzige Schlankbeutelrattenart. Sie kann klettern, lebt aber vor allem auf dem Erdboden. Ihre Fortpflanzungszeit liegt offenbar im Herbst.